# مديرية الزاهر (الجوف)

تعديل مصدري - تعديل

مديرية الزاهر إحدى مديريات محافظة الجوف في اليمن. بلغ عدد سكانها 24065 نسمة عام 2004.